# Francisco Javier Abadía
Francisco Javier Abadía y Aragorri (* 1770 in Barcelona; † 16. Februar 1836 in Málaga) war ein spanischer Feldherr während der Napoleonischen Kriege auf der Iberischen Halbinsel und 1812 kurzzeitig Kriegsminister. Nach dem Abzug der Franzosen aus Spanien wurde er 1815 zum Generalleutnant ernannt und übte später u. a. von 1832 bis 1833 das Amt des Generalkapitäns von Granada aus.

## Leben

### Herkunft; frühe Militärkarriere
Francisco Javier Abadía gehörte als Sohn von Pedro Abadía und Vicenta Aragorri einer aus Cariñena stammenden wohlhabenden Adelsfamilie an Familie an. Im September 1785 begann er seine Militärkarriere, indem er als Kadett in das Infanterieregiment von Toledo eintrat und zuerst auf nordafrikanischem Boden in Ceuta und Melilla diente. Während der ersten Phase der auf die Französische Revolution folgenden Koalitionskriege nahm er 1793 im Rang eines Unterleutnants an der Landung der Alliierten in Toulon und der darauffolgenden erfolglosen Verteidigung dieses wichtigen Kriegshafens gegen die Franzosen teil. Nach der Invasion französischer Revolutionstruppen in Spanien wirkte er bei der Verteidigung von Balaguer mit und focht nach Räumung dieser Stadt in der Provinz Girona. Als die von feindlichen Streitkräften belagerte, nahe der französischen Grenze gelegene Hafenstadt Rosas im Februar 1795 nicht mehr zu halten war, schützte Abadía im Auftrag von General Domingo Izquierdo mit 500 Soldaten die Abfahrt der zu ihrer Rettung von einem Geschwader aufgenommenen spanischen Verteidiger und geriet dabei in französische Gefangenschaft. Nach Beendigung des Kriegs wurde er freigelassen. Als Sekretär von Manuel de Godoy war er für die Afrika betreffenden Angelegenheiten zuständig. 1801 kämpfte er im Orangenkrieg mit und erhielt in der Folge weitere militärische Beförderungen, indem er 1803 zum Oberstleutnant und 1807 zum Oberst ernannt wurde.

### Rolle in den Napoleonischen Kriegen
In der Anfangsphase der Napoleonischen Kriege auf der Iberischen Halbinsel nahm Abadía am 16. Juli 1808 während eines Gefechts bei Mengíbar im Nahkampf einen französischen Kürassier-Adjutanten gefangen und zeichnete sich kurz darauf als Generalmajor der ersten Division unter dem General Theodor von Reding in der für Spanien erfolgreich verlaufenden Schlacht bei Bailén aus. Für diese militärischen Verdienste wurde er am 11. August 1808 zum Brigadier erhoben. Daraufhin wirkte er als Generalinspekteur der in Granada ausgehobenen Armee und diente dann in der Armee des Zentrums, in deren Reihen er im Januar 1809 an der mit einem französischen Sieg endenden Schlacht von Uclés teilnahm. Das geschlagene spanische Heer zog sich in die Sierra Morena zurück und wurde mit weiteren Truppeneinheiten zur Armee von La Mancha vereinigt, bei der Abadía weiterhin im Rang eines Generalmajors diente.
Der Oberbefehlshaber der Armee von La Mancha, José de Urbina y Urbina, 3. Conde de Cartaojal, wurde am 27. März 1809 vom französischen General Horace-François Sébastiani in der Schlacht von Ciudad Real geschlagen, daraufhin entlassen und vor ein Kriegsgericht gestellt. Auch Abadía und weitere Offiziere sahen sich mit einer Anklage bedroht. Von der Obersten Junta von Granada wurde Abadía beschuldigt, Intrigen zu schüren und die Truppen nicht disziplinieren zu können; auch war er wegen seiner Freundschaft mit dem zu den Franzosen übergelaufenen Tomás de Morla verdächtig. Über ihn wurde im April 1809 Einzelhaft verhängt, woraufhin seine Überstellung nach Úbeda erfolgte, wo er eineinhalb Monate einsaß. Da die gegen ihn erhobenen Vorwürfe unbegründet schienen und somit eine Anklageerhebung ausblieb, wurde Abadía, der an einer Krankheit laborierte, gestattet, sich nach Málaga zu begeben. Durch ein königliches Dekret vom 27. Juni 1809 wurde er sogar für seine Verdienste um den Rückzug der andalusischen Armee in die Sierra Morena zum Mariscal de campo befördert, ein Rang, der zwischen jenem des Brigadiers und Generalleutnants lag. Im März 1810 wurde das Verfahren gegen den Conde de Cartaojal abgeschlossen, in dem Abadía als Zeuge geladen war. Dabei wurde auch Abadía tadelloses Verhalten als Offizier und Patriotismus bescheinigt.
Im Januar 1811 erfolgte Abadías Ernennung zum Unterinspektor der vierten Infanterie der Armee. Er nahm im März 1811 an der Schlacht bei Barrosa teil, erhielt im Mai 1811 das Kommando über die Armee von Galicien und vertrieb im August 1811 die Franzosen aus Villafranca del Bierzo und Ponferrada, brachte ihnen erhebliche Verluste bei und verfolgte sie bis Astorga. Am 23. Juni 1812 wurde er zum Kriegsminister ernannt, trat aber kurz darauf aus gesundheitlichen Gründen von diesem Amt ebenso wie von seinem Kommando über die galicische Armee zurück. Nach seiner Genesung wurde er im November 1812 dem in El Puerto de Santa María zu bildenden Reserveheer zugeteilt, konnte aber aufgrund weiterer Krankheiten nicht am aktiven Wehrdienst teilnehmen. Im Februar 1813 sollte er die Organisation des für Übersee bestimmten Heers durchführen, und einige Monate erhielt er den Auftrag, in Granada eine Militärschule und Waffenfabrik zu errichten. Wegen erneuter gesundheitlicher Probleme konnte er diese Aufgaben nicht übernehmen. Erst 1814 vermochte er wieder in den Militärdienst einzutreten und wurde nach der Rückkehr König Ferdinands VII. an die Macht im Oktober 1814 zum Generalinspektor der in Cádiz versammelten, für die Expedition nach den spanischen Kolonien in Amerika bestimmten Veteranentruppen und Milizen ernannt. Seine Erhebung zum Generalleutnant erfolgte am 17. Juni 1815; gleichzeitig erhielt er für seine militärischen Verdienste das Großkreuz des Ordens Isabellas der Katholischen verliehen.

### Späteres Leben
Im August 1816 wurde Abadía in Cádiz verhaftet und auf Befehl des Generals Álvarez Campana zunächst im Kloster von Jerez de la Frontera interniert, dann zur Alhambra Granadas gebracht und schließlich in einem Kloster von Valencia eingesperrt. Nach sechsmonatiger Haft freigelassen, lebte er zwei Jahre kaserniert in Peñíscola, dann in Benicarló und Alicante, ohne über die Gründe für seine Inhaftierung informiert zu werden. Mit dem Beginn des Trienio Liberal konnte er 1820 nach Málaga zurückkehren und reiste von hier aus wiederholt in nahe Kurorte, um sich auszukurieren. Von Dezember 1820 bis April 1821 leitete er die Militärregierung der Provinz Málaga und stand dann vorübergehend der Provinz Murcia vor. Er hatte aber einen schlechten Ruf bei den Liberalen, und der Oberste Gerichtshof eröffnete nach seiner Denunziation durch einen Abgeordneten ein Verfahren gegen ihn. Am 22. August 1823 wurde er von Nationalmilizionären in Málaga verhaftet und sollte auf Befehl des Generals Rafael de Riego nach Tanger gebracht werden. Auf dem Weg dorthin rettete ihn ein Schiff der Küstenwache; er erhielt aber erst im Januar 1824 von König Ferdinand VII. die Erlaubnis zur Rückkehr nach Málaga.
Nach einigen Jahren ruhigen Lebens wurde er im Oktober 1832 zum kommandierenden General von Gibraltar und im Dezember 1832 zum Generalkapitän von Granada ernannt. Wegen seiner schlechten Gesundheit wollte er im August 1833 von diesem Amt zurücktreten, berichtete aber über eine Cholera-Epidemie in Huelva, die sich nach Granada auszubreiten drohte, und blieb daher vorerst noch auf seinem Posten. Im November 1833 wurde er nach Madrid berufen und zum Mitglied des obersten Kriegs- und Marinerats ernannt. Von April bis Oktober 1834 gehörte er dem königlichen Rat für Spanien und Westindien an. Anschließend ließ er sich in Málaga nieder, wo er im Februar 1836 im Alter von 66 Jahren starb. Er hinterließ eine Tochter namens Petra Abadía Hoppe. Seine wertvolle Bibliothek hatte er 1810 der Militärakademie auf der Isla de León vermacht.